# Matías de Abadía
Matías de Abadía fue un militar español que ejerció como gobernador y Capitán General de Puerto Rico entre 1731 y 1743. Fue conocido por su lucha contra el comercio ilegal de los ingleses en las islas de Sotavento y el uso de corsario para capturar los barcos ingleses que trabajaban ilegalmente en el ámbito comercial.

## Biografía
Matías de Abadía se unió al ejército durante su juventud, donde logró destacar. Así, fue ascendiendo, llegando a adquirir la graduación de coronel y, finalmente, la de Teniente Coronel. 
En 1731, el Rey de España lo nombró gobernador y capitán general de Puerto Rico.
Durante su gobierno, Abadía ejerció ciertas prácticas ilegales, como fueron el comercio que desempeñó con los daneses, holandeses y franceses. Sus secuaces eran propietarios de cinco tiendas que ejercían el monopolio comercial en la ciudad de San Juan, así como el aprovisionamiento de los barcos que “atracaban" en la ciudad. Consciente de la rivalidad de su comercio con el de los británicos, Abadía decidió encargar, aunque cautelosamente, la eliminación de los británicos que le hacían sombra. Con el fin de ser bien considerado por los reyes españoles, les informaba sobre diversos acontecimientos de la isla relacionados con el estado del corsarismo en Puerto Rico. Pidió ayuda para aumentar la necesaria tripulación de los barcos, los barcos y el dinero que hacía falta para poderlos mantener, así como el envío de un buque de guardia para tener a varios corsarios y vigilar el comercio ilegal y que este no se efectuase en la isla. Simultáneamente, Abadía equipaba a una serie de corsarios, a los que enviaba a buscar determinadas materias primas (maderas en Santa Cruz y sal de pequeñas tortugas o mulas en Puerto Rico) y capturar botines (en Tobago, aunque esta búsqueda, en el último caso, era ilegal) en el Caribe. La captura de botines era ilegal y cuando los corsarios que lo ejercían eran vistos y se les exigía una explicación, ellos dirigían su acusación contra Abadía, quien quería, según ellos, destruir toda embarcación inglesa que vieran en esos lugares. Esto provocó la idea, por parte de los británicos, de que los españoles intentaban eliminar todo su comercio en las islas de Sotavento y de una supuesta captura de un barco corsario español (cerca de la Aguada (Puerto Rico)) por parte de un buque de guerra inglés, que habría asesinado a todas las personas que lo tripulaban (esto fue lo que ocurrió, al menos, según el testimonio que Abadía le expuso a la Corona española). En 1734, y con el fin de acabar con el comercio ilegal de los extranjeros en las costas puertorriqueñas (según Abadía le indicó en una carta a William Mathew, gobernador de las Islas de Sotavento), fueron capturados y llevados a Puerto Rico 6 barcos británicos, lo que provocó que los mercaderes y comandantes británicos solicitaran a la Corona inglesa el envío de buques de guerra que los protegieran.
Por otro lado, también fue importante el papel de Abadía como fundador de pueblos. Así, el 11 de noviembre de 1734, Matías de Abadía concede la licencia para iniciar la fundación de Utuado. Sin embargo, no es hasta el 12 de octubre de 1739 que 60 familias de Arecibo fundan la Villa del Otoao. Estas familias provenían de Arecibo, San Germán, Ponce y Aguada. Del total de 117 personas, solo cuatro eran extranjeros (2 irlandeses y 2 andaluces). Además, Abadía declaró, el 29 de enero de 1736, municipio oficial a San Antonio de Padua de Guayama (actual Guayama).
Matías de Abadía fue destituido de su cargo en 1743, siendo reemplazado por Domingo Pérez de Mandares